# Valvasone
Pour la bataille de Valvasone, voir Passage du Tagliamento.
Valvasone (Voleson en frioulan) est une commune italienne de la province de Pordenone dans la région Frioul-Vénétie Julienne, sur la rive droite du fleuve Tagliamento, à 59 m d'altitude. Depuis 2015, la commune de Valvasone a fusionné avec celle d'Arzene.

Armoiries de la municipalité de Valvasone.

## Histoire
Selon une tradition populaire, Valvasone aurait été fondée par un citoyen romain, Volusiono ou Valvisonio, en 132 avant J.C. Une autre légende attribut la fondation de la ville à Lupus, Duc du Frioul, vers 663 après J.C..
L'origine du nom viendrait de Walvesonum (de l'allemand Wolf), qui signifierait terre du loup. D'ailleurs, les armoiries de la première famille seigneuriale de Valvasone représentaient un loup.
La première mention historiquement attestée de Valvasone date du XIIIe siècle.
Après les invasions hongroises qui déferlèrent sur le Frioul au IXe siècle, le puissant Patriarcat d'Aquilée (à la fois diocèse et principauté ecclésiastique relevant du Saint- Empire romain germanique, puis partie de la république de Venise à partir de 1445. Le patriarcat, en tant qu'entité religieuse, fut supprimé en 1751) aurait fait construire le château de Valvasone et ses fortifications En 952, le territoire du Frioul fut intégré au duché de Bavière du St Empire romain germanique puis au duché de Carinthie en 976.
Il est attesté que le château fut confié à la première famille noble de Valvasone en 1218, les Busavar ou Busdavar (ce nom apparaît dans l'Histoire en 912), avec Ulvingo di Valvasone. En 1268, son descendant, Ulvino, fut déchu de ses droits pour félonie par le Patriarche d'Aquilée, son suzerain. Walterpertoldo II di Spilimbergo devient alors le seigneur de Valvasone.
Pendant la guerre de succession des Spilimbergo, et après la mort sans héritier de Walterpertoldo II, la seigneurie fut conquise par les frères Cucagna (Odorico, Guarniero et Simone) au détriment des rivaux Zuccola. Ils furent investis par le Patriarche d'Aquilée en 1292. Le 15 août 1293, contre argent, Guarniero et Odorico cédèrent leurs droits à leur frère Simone.
Les Cucagna-Valvasone descendent de la maison princière allemande Auerspech, en Carinthie. Les premiers Cucagna arrivèrent au Frioul vers 1200. Par ordonnance de l'Empereur Charles IX (Karl IX) du 15 janvier 1362, les Cucagna-Valvasone furent titrés comtes du St Empire romain germanique. Le 25 avril 1369 furent mises par écrit les coutumes, traditions et impositions de Valvasone. En 1440, la république de Venise annexa le Frioul. Fin septembre 1499, les ottomans franchissent le fleuve Isonzo et campent à proximité de Valvasone. Ils ravagent la campagne mais échouent dans la prise du château, protégé par de profondes douves. Ils se retirent ensuite de la région, poursuivis par les troupes vénitiennes, et en tuant 1400 prisonniers. Valvasone fut touché par une révolte paysanne en 1511, le Crudele giovedì grasso. Après la guerre contre l'Autriche et l'Espagne, Venise dut céder le Frioul oriental aux Autrichiens en 1617. Le Frioul occidental (dont Valvasone) resta vénitien,.
Le 16 mars 1797, la bataille du passage du Tagliamento ou combat de Valvasone oppose les troupes françaises de l'armée d'Italie, commandée par Napoléon Bonaparte, aux troupes autrichiennes, commandées par l'Archiduc Charles. Après la défaite autrichienne, les Français poursuivent la campagne d'Italie en direction de Trieste. Le Frioul fut donc occupé par les Français. Le règne des Cucagna-Valvasone cessa. La république de Venise disparaît également. Valvasone devint chef-lieu de canton pour une courte période, pendant l'administration française. Le 17 octobre 1797, Bonaparte signe avec l'Autriche le traité de Campo-Formio, par lequel tout le Frioul devient autrichien. En 1802, les Autrichiens sont à nouveau chassés de la région et le Frioul intégré à la république italienne, dirigée par Napoléon Bonaparte, puis au royaume d'Italie, créé par le couronnement de Napoléon Bonaparte comme roi d'Italie en 1805. Le printemps 1809 voit le retour des Autrichiens. Après leur défaite de Wagram, ils signent le traité de Vienne du 14 octobre 1809 : le Frioul passe sous administration directe française. Le congrès de Vienne de 1815 confie à l'empereur d'Autriche le royaume d'Italie, qui devient royaume de Lombardie-Vénétie. Lors de la seconde guerre d'indépendance italienne, en 1859, qui oppose les Autrichiens aux Franco-piémontais, la Lombardie est rattachée au royaume de Victor-Emmanuel II. En 1866, après la victoire des alliés prussiens contre l'Autriche à la bataille de Sadowa, la Vénétie (avec le Frioul occidental) est cédée par l'Autriche à l'empereur Napoléon III qui la rétrocède à son tour au tout jeune royaume d'Italie de Victor-Emmanuel II.

### Première Guerre mondiale
Après la défaite de Caporetto (24 octobre 1917), les Austro-hongrois et les Allemands franchissent le Tagliamento et occupent Valvasone le 1er novembre 1917. À la suite de la bataille de Vittorio Venetto (24 octobre 1918), les Italiens libèrent la ville et franchissent le Tagliamento début novembre 1918. L'Autriche-Hongrie capitule le 4 novembre 1918.

### Seconde Guerre mondiale
Après la capitulation du royaume d'Italie face aux Alliés (3 septembre 1943), Mussolini est placé par les nazis à la tête de la République sociale italienne (Italie du Nord), dont fait partie en théorie le Frioul. Mais Hitler crée l'Ozak (OperationsZone Adriatisches Kustenland) pour contrôler administrativement et militairement le littoral adriatique (province d'Udine, Gorizia, Trieste, Pola, Fiume et Zara) dans le but de l'annexer au Reich (Gauleiter : Carinzia Friedrich Reiner) . Les Allemands doivent y faire face à une forte mobilisation de la résistance (à partir de mars 1944 dans la région de Valvasone). En mars 1944, l'Ozak demande la mobilisation des Italiens des classes 1923.1924.1925 pour servir dans l'armée de la république sociale italienne. Le 12 avril est demandé le recensement des juifs. Le 28 avril 1945, des partisans attaquent une colonne de chars allemands à proximité de Valvasone et en immobilisent sept. Le 1er mai 1945, vers dix heures du matin, une colonne allemande de 1000 hommes (avec des groupes de cosaques) avec équipement blindé s'arrête sur la place d'Aurava, par manque de carburant. Une fois réapprovisionnée, la colonne poursuit vers Spilimbergo, libérée par les partisans auparavant. L'escadron C du 27e lancier britannique, sans engager le combat, demande leur reddition, en vain. La troupe nazie quitte alors Spilimbergo, franchit le Tagliamento et se dirige vers Gemona. Le 2 mai 1945, le général Heinrich von Vietinghoff, commandant des forces armées allemandes en Italie, capitule.

## Administration
| Période                                  | Période | Identité        | Étiquette                | Qualité |
| ---------------------------------------- | ------- | --------------- | ------------------------ | ------- |
| 2015                                     | 2025    | markus Maurmair | uniti per il bene comune |         |
| Les données manquantes sont à compléter. |         |                 |                          |         |

### Hameaux
Casamatta, Pozzo dipinto, Ponte Tagliamento, Torricella.

### Communes limitrophes
Arzene, Casarsa della Delizia, Codroipo, San Martino al Tagliamento, San Vito al Tagliamento, Sedegliano.

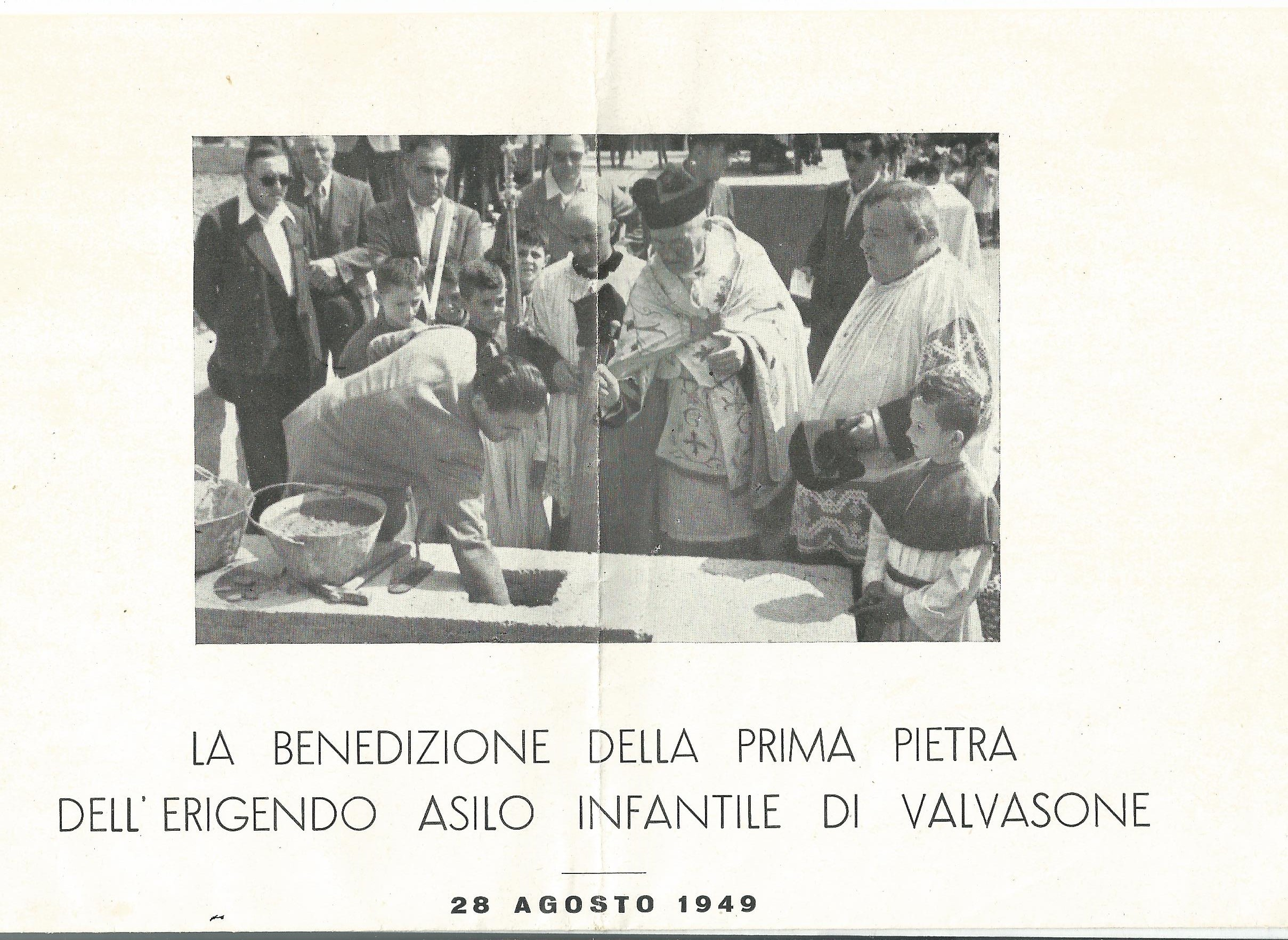
Valvasone : bénédiction de la première pierre de l'école maternelle catholique en 1949.

## Enseignement

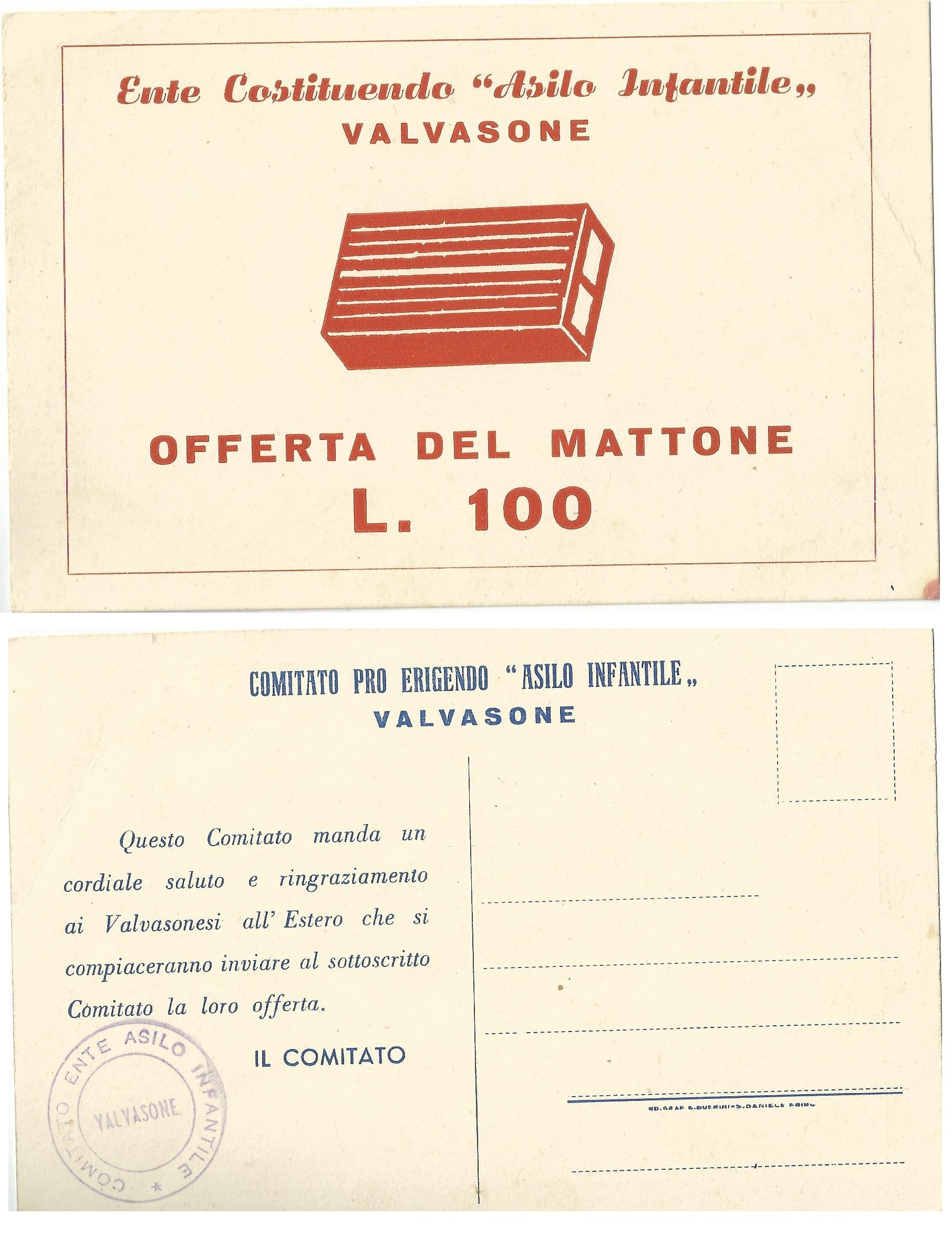
Valvasone - carte postale de 100 Lires pour financer l'achat d'une brique pour la future école maternelle catholique 1948.

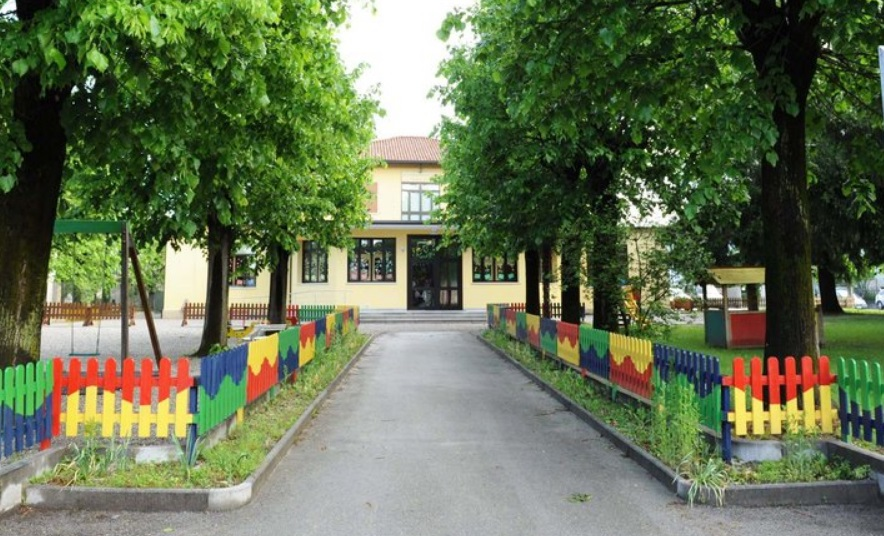
École maternelle catholique Jean XXIII.

En 1947, le controversé Pier Paolo Pasolini est instituteur à Valvasone.

Le 28 août 1949 fut bénit la première pierre de la future école catholique maternelle de Valvasone. Elle entre en fonction en 1952 et prend le nom d'école maternelle Jean XXIII en 1970 (école reconnue par l'État et ouverte à tous).

## Galerie

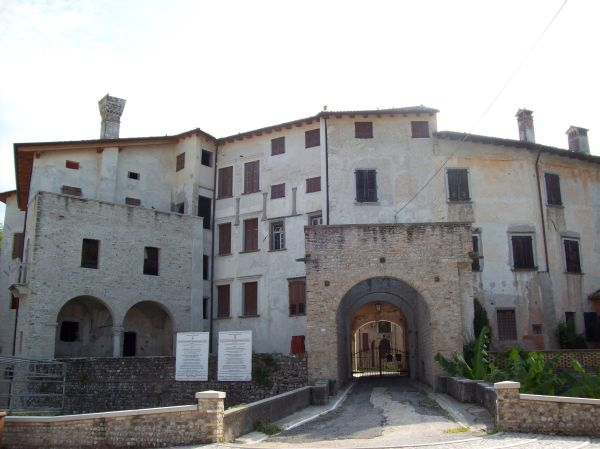
Le château.
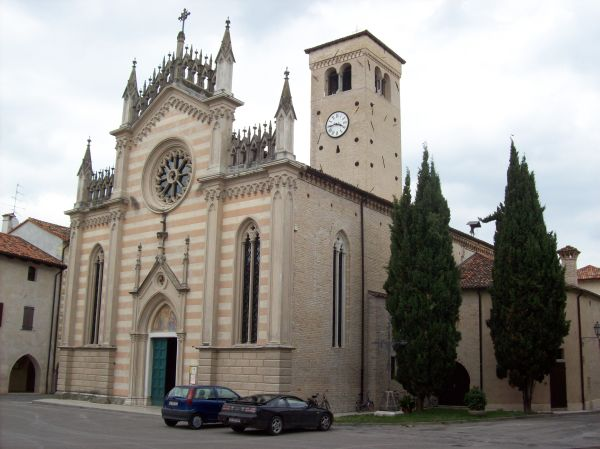
Église st corps du christ.

## Personnalités liées à Valvasone
- Erasmo di Valvasone, poète de la Renaissance.